# Amirdjan
Əmircan en russe : Амираджан, Amiradjan) est une municipalité de 28 203 habitants située en Azerbaïdjan.

## Population
Recensements (*) ou estimations de la population :
| 1939* | 1959*  | 1970*  | 1979*  |
| ----- | ------ | ------ | ------ |
| 9 105 | 12 221 | 14 466 | 16 588 |

| 1989*  | 2002   | 2011   | 2012   |
| ------ | ------ | ------ | ------ |
| 17 815 | 25 900 | 29 500 | 29 800 |

## Personnalités liées
- Murtuza Mukhtarov, industriel pétrolier y est né en 1857